# Banka (powiat Pieszczany)
Banka – wieś (obec) na Słowacji, w kraju trnawskim w powiecie Pieszczany. Znajduje się w północno-zachodniej części Słowacji.
W latach 1973-1995 miejscowość była częścią miasta Pieszczany .